# Старі Бути
Старі Бу́ти (рос. Старые Буты, ерз. Старые Буты) — присілок у складі Краснослободського району Мордовії, Росія. Входить до складу Старосіндровського сільського поселення.
Населення — 7 осіб (2010; 13 у 2002).
Національний склад (станом на 2002 рік):
- росіяни — 100 %